# Enåkers distrikt
Enåkers distrikt är ett distrikt i Heby kommun och Uppsala län. 
Distriktet ligger i västra delen av kommunen. 

## Tidigare administrativ tillhörighet
Distriktet inrättades 2016 och utgörs av socknen Enåker i Heby kommun.
Området motsvarar den omfattning Enåkers församling hade vid årsskiftet 1999/2000.